# Gammelgårdstjärnarna (Jörns socken, Västerbotten, 724495-169055)
Gammelgårdstjärnarna är en sjö i Skellefteå kommun i Västerbotten och ingår i Byskeälvens huvudavrinningsområde.